# Volevo salutare
Volevo salutare è stato un programma televisivo e radiofonico italiano andato in onda su Italia 1 e in contemporanea su Radio Deejay la domenica pomeriggio dalle 13.45, dal 12 ottobre 1997 al 1º febbraio 1998. La conduzione era affidata a Linus e Albertino.

## La trasmissione
Prima trasmissione ad aver portato la radio in televisione, fu ideata da Gregorio Paolini e condotta da Linus e Albertino, con la partecipazione di altri speaker e collaboratori dell'emittente radiofonica come Federica Panicucci, Fargetta, Giacomo Valenti, i Fichi d'India, Paoletta, Daria Bignardi e Roberto Ferrari.
Nelle oltre due ore di programma, si alternava la trasmissione di brani musicali e dei relativi videoclip a momenti di comicità, rubriche fisse (come "I corti di Elio e le Storie Tese"), ospiti e momenti di talk show. Come suggerito dal titolo, era forte anche l'interazione con il pubblico attraverso telefonate, fax e posta elettronica.

### Accoglienza del pubblico
Annunciato come un programma sperimentale e senza grosse aspettative sul piano degli ascolti televisivi, il programma si proponeva come un'alternativa per i più giovani ai già consolidati contenitori della domenica pomeriggio trasmessi dalle altre emittenti, Domenica in, Buona Domenica e Quelli che il calcio. Nonostante queste premesse, tuttavia, nel febbraio 1998 la trasmissione è stata cancellata dai palinsesti.